# Лісники (Обухівський район)
Лі́сники — село в Україні, у Обухівському районі Київської області. Входить до складу Феодосіївської сільської громади.

## Історія
За свідченням Києво-Печерського Патерика, давньоруський письменник та один з перших ігуменів Києво-Печерського монастиря Феодосій (бл. 1036—1074) «имел пещеру в селе Лесниках и живал в оной через весь великий пост» (ім'я Феодосія Печерського, як вважають, носить сусіднє село Ходосівка). Десь на межі ХІ—ХІІ ст. поруч з Лісниками, на відстані 1—2 км у бік Дніпра був заснований великий і колись добре відомий Гнилецький монастир, який занепав і запустів внаслідок монгольської навали. Лише 1498 р. історичні джерела вдруге згадують про існування Лісників. То був лист якогось Семена Скалковича в актовій книзі Києво-Печерської Лаври, у якому той зобов'язався «за себе й нащадків своїх платити Печерській Лаврі по копі грошей з маєтностей Лісник». Один із пізніших власників Лісників — Адам Іванович Богуфал 1 серпня 1596 року продав лісницьку маєтність князеві Юхиму (Якиму) Корецькому та його дружині Ганні, уродж. Хоткевич. Хоча за свідченням Печерського монастиря у 1595 році монастирське село Лісники озброєними наїздами захопив волинський воєвода Корецький. Часи Корецьких були, мабуть, найяскравішим періодом в історії цього поселення (яке на той час у документах називалось містом). Історик Е. Руліковський писав, що князь Юхим Корецький ціле життя присвятив лицарському заняттю, а поки він водив загони з походу в похід, то його заповзятлива дружина вдома пильно дбала про господарство, тож рік у рік їхнє багатство зростало.
У Лісниках Корецькі мали свій замок на одному з пагорбів над селом (і досі цей горбок називають «Замкова гора»). Скориставшись сприятливою ситуацією, княгиня приєднала до своїх володінь також сусідні урочища: Гнилеччину, Куликів і Кольний луги, які були власністю Софійського та Видубицького монастирів (на той час вони належали до уніатів) і, не зважаючи на постанову суду в Любліні, силою утримала їх у своїй власності, а потім передала у спадщину нащадкам. Відомо, що один з її синів — Кароль Корецький за один тільки 1633 р. отримав від Лісник з Ходосівкою 200 золотих чиншу та 800 — оренди. У 1620 р. рішенням Сигізмунда III село повернуто Печерській Лаврі.
У роки визвольної війни XVII ст. лісничани мали самоврядування на чолі з отаманом, про що дізнаємося з листа Богдана Хмельницького до київського полковника Антіна Ждановича (25 травня 1654 р. із забороною мешканцям Лісників та Ходосівки ловити рибу у водоймах, що належали Видубицькому монастирю. Козацький устрій, поширившись більшістю українських земель, був прийнятий і в Лісниках. Місцеве населення вважало себе козаками, виряджало загони на захист Батьківщини. Навіть тепер, через три з половиною століття, серед їхніх далеких нащадків живе спогад про те, що село було колись козацьким.
Проте тривале воєнне лихоліття забрало безліч життів, дуже підірвало господарство, призвело до ослаблення та спустошення українських міст і сіл. Смерть і руїна не минули і Лісники, чисельність населення різко скоротилась, у полум'ї ворожих наїздів був знищений замок Корецьких. 19 грудня 1670 р. гетьман Петро Дорошенко передав «село, або колись бувше містечко Лісники з усіма належностями» Видубицькому монастирю, «дозволяючи їм людей там обирати і осаджувати, всякі звідти відбирати повинності і пожитки». Відтоді до 1786 р. ліснічани були монастирськими селянами.
Внаслідок секуляризації, проведеною Катериною II, мешканці Лісників стали економічними селянами. На той час у 27 хатах мешкало 127 осіб.
Багатьма цінними відомостями про те, яким було це село в середині XIX ст., ми зобов'язані Домініку П'єру Де ля Флізу (1787—1861) — колишньому військовому медику армії Наполеона, який згодом був старшим лікарем по відомству державних маєтностей Київської губернії. Де ля Фліз також залишив виконаний ним акварельний малюнок з панорамою Лісників. 
У селі з 1836 р. і до 1851 року служив у місцевій Преображенській дерев'яній церкві дід великого історика і громадського діяча Михайла Грушевського — Федір Васильович Грушевський. Федір Грушевський сприяв відкриттю першої церковно-приходської школи.
Священники церкви: Андрієвський Кресконт (1862); Данилевський Стефан Павлович (1833-1834); Добровольський Семен Євстахійович (1780); Маляревський Іоанн (1894-1896); Мондзолевський Яків (1855); Пясецький Климентій (1903); Сопківській Прокопій (1792)
Метричні книги, клірові відомості, сповідні розписи церкви Преображення Господнього с. Лісники (приписні с.* Віта) XVIII ст. - Київської сот. і п., з 1781 р. Київського пов. і нам., з 1797 р. Київського пов. і губ.; XIX ст. - Гвоздівської (Хотівської) волості Київського пов. Київської губ. зберігаються в ЦДІАК України. http://cdiak.archives.gov.ua/baza_geog_pok/church/lisn_001.xml [Архівовано 18 грудня 2018 у Wayback Machine.]
Протягом 1929-1935 років у Чернечому лісі на південній околиці села було споруджено ДОТи та інші об'єкти Київського укріпрайону. 4 серпня 1941 року, під час генерального штурму, німецькі війська з боями подолали цей рубіж.
22 вересня 2021 року поблизу села був обстріляний автомобіль Сергія Шефіра. В автомобіль влучило 19 куль. Водія поранено.

## Населення
Населення становить 1513 осіб.

### Мова
Розподіл населення за рідною мовою за даними перепису 2001 року:
| Мова       | Кількість | Відсоток |
| ---------- | --------- | -------- |
| українська | 1452      | 95.97%   |
| російська  | 54        | 3.57%    |
| вірменська | 5         | 0.33%    |
| білоруська | 2         | 0.13%    |
| Усього     | 1513      | 100%     |

## Наука
У селі розташована Спостережна станція Лісники астрономічної обсерваторії Київського національного університету імені Тараса Шевченка.

## Пам'ятки
- У 2008 році у селі встановлено пам'ятник Михайлу Грушевському.
- У селі знаходиться могила Федора Грушевського, діда Михайла Грушевського. Він був священником місцевої Преображенської церкви і похований біля її стін. Під час Другої світової війни цю могилу разом з церквою і усім старим кладовищем знищили, і лише через довгий час виявилося, що надгробок Грушевського поставили на могилу невідомого солдата в сусідньому селі Круглик. 2001 року надгробок повернули на місце, оновлену пам'ятку урочисто відкрили.[4]
- У Лісниках є братська могила радянських воїнів, загиблих у Другій світовій війні.[4]
- В XVI—XVII сторіччях у селі на Замковій горі стояв замок князів Корецьких. Рештки його земляних укріплень — терасу та ескарп понині видно на південному схилі гори. У 2008 році Замкова гора була забудована приватною садибою.[5]

## Об'єкти природно-заповідного фонду
В Лісниках існує 4 об'єкти природно-заповідного фонду (ПЗФ), оголошені 2005 року:
- ландшафтний заказник місцевого значення «Урочище Кірикове»
- ботанічний заказник місцевого значення «Урочище Безодня»
- ботанічний заказник місцевого значення «Урочище Гора Козинська»
- ботанічна пам'ятка природи місцевого значення «Ясен звичайний».

2007—2008 року планувалося створити заказники «Чернечий ліс» і "Урочище «Панське» та дендропарк імені М. В. Олексієнко — загиблої голови сільради, за керівництва якої були створені попередні об'єкти ПЗФ. Стосовно всіх цих об'єктів ухвалили погодження про створення. Також були підготовлені обґрунтування для розширення заказників «Урочище Безодня» та «Гора Козинська». Але за нового голови сільрада скасувала всі видані погодження, а також здійснила спроби надання ділянок на вже заповіданих землях. У відповідь на це активісти розгорнули кампанію за створення заказника «Чернечий ліс». Ця боротьба за створення об'єкта ПЗФ стала безпрецедентно потужною для Київщини, були залучені ЗМІ, народні депутати, МВС, і знято документальний фільм. Проте домогтися від влади значних поступок не вдалося і частину Чернечого лісу пустили під забудову. Після цього громадські організації та науковці ініціювали оголошення Чернечого лісу та інших ділянок національним природним парком «Приірпіння та Чернечий ліс». Робота з його створення триває.

## Символіка

### Герб
у зеленому полі з відділеної зубчасто срібної основи виростають два золоті дуби, над якими золотий лапчастий хрест. Хрест — важливий символ християнства, введений в Україні Володимиром Великим. Відбудовуються церкви, повертається віра, відроджується духовність, реабілітуються сплюндровані пам'ятники, а хрест має своє місце і на місцевості, і в житті села. Він має свою історію, свою духовну та культурну місію. Хрест вказує на приналежність сільських земель до церковних володінь, зубчасте січення — на оборонне значення містечка та його давні укріплення, і тут був побудований замок Корецьких. Зелений колір і дуби — уособлюють назву поселення та підкреслюють його розташування серед лісів. Білий колір означає світлі помисли наших жителів села і щасливе майбутнє Лісників. Герб, згідно з правилами сучасного українського місцевого герботворення, вписано у декоративний картуш, увінчаний червоною міською короною, що свідчить про історичний міський статус поселення. До речі, Україна протягом століть зберегла традиційний поділ населених пунктів на міста, містечка (тепер селища міського типу) та села.

### Прапор
Квадратне полотнище, що складається з двох горизонтальних частин — верхня зелена (шириною 2/3 сторони прапора), у її центрі — жовтий лапчастий хрест (розмах рамен рівний 1/3 сторони прапора) у верхніх кутах — по жовтому жолудю з двома листочками; нижня частина прапора біла, відділена зубчасто.

## Відомі люди
- Бобровський Анатолій Вікторович (1935—2005) — український режисер, актор. Заслужений артист УРСР.
- Калістратенко Микита Якович (1900—1935) — український хоровий диригент, фольклорист, дійсний член Музичного товариства імені Миколи Леонтовича, організатор музичних радіопередач.
- Рубан Василь Федорович (1942) — поет, прозаїк, дисидент, уродженець села
- Федір Грушевський 1794–1851 — Дід Михайла Грушевського. У 1836—1851 рр. був священником Преображенської церкви с. Лісники. Збереглась могила в центрі села.

## Галерея

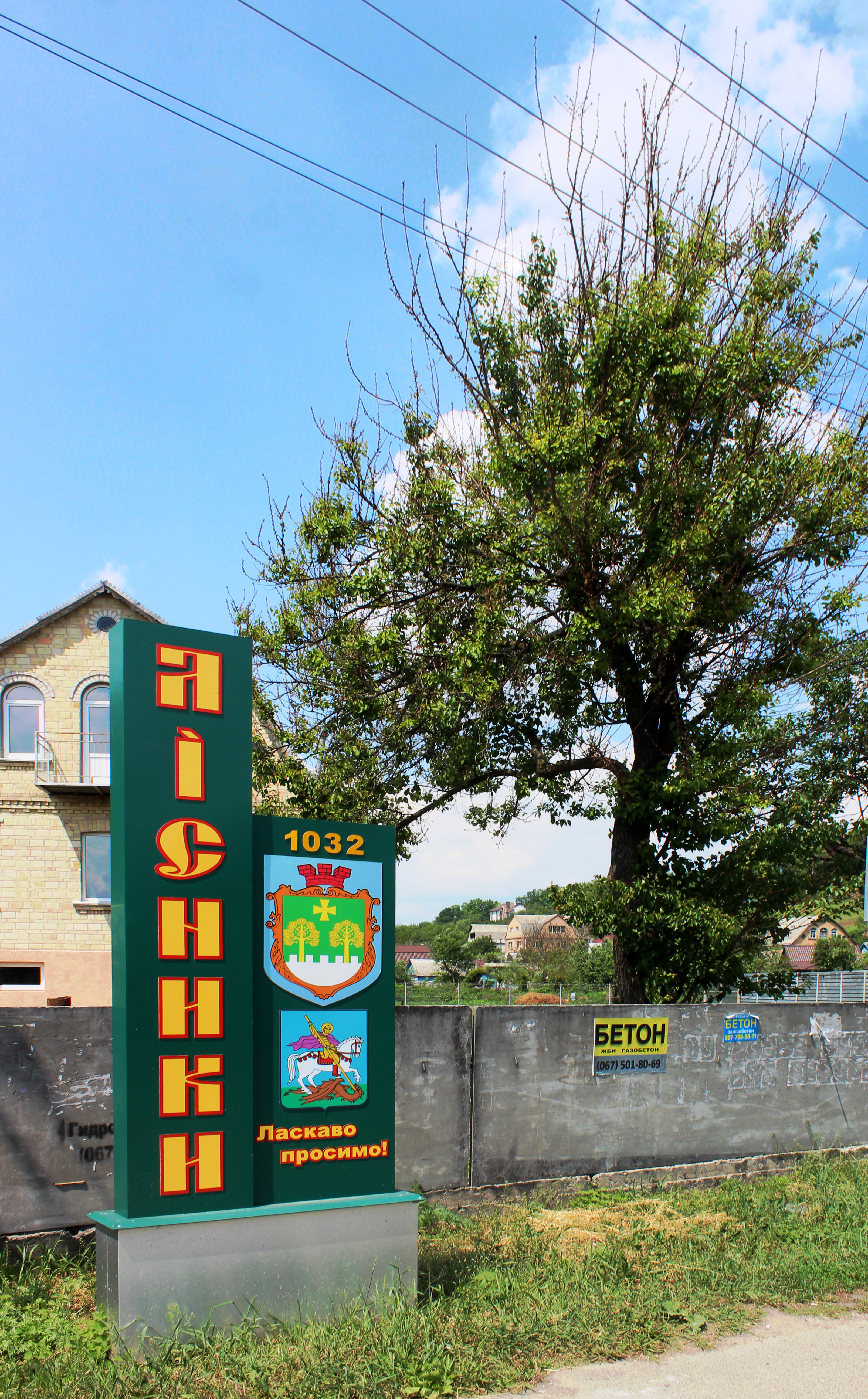
В'їзд до села
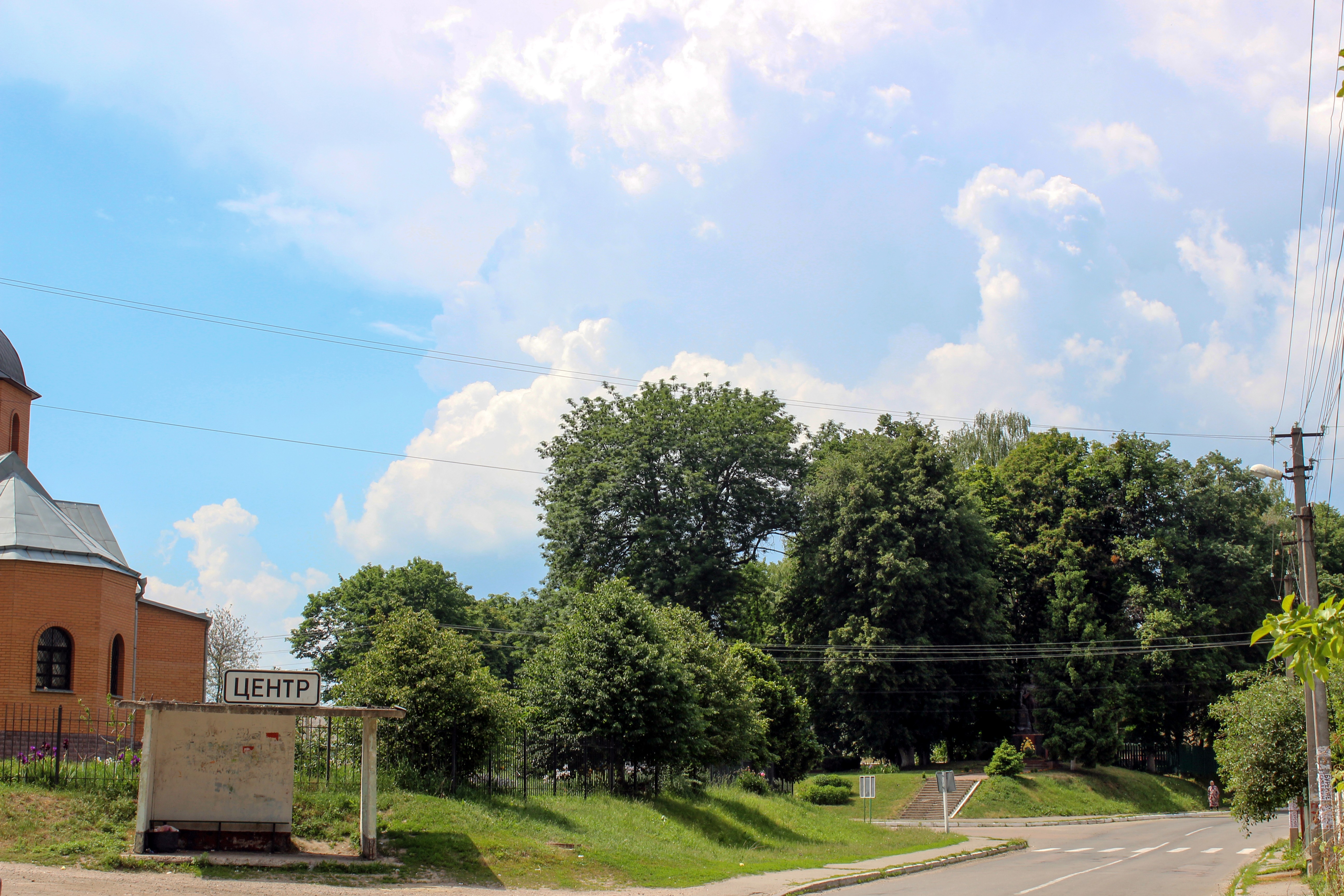
Центр села
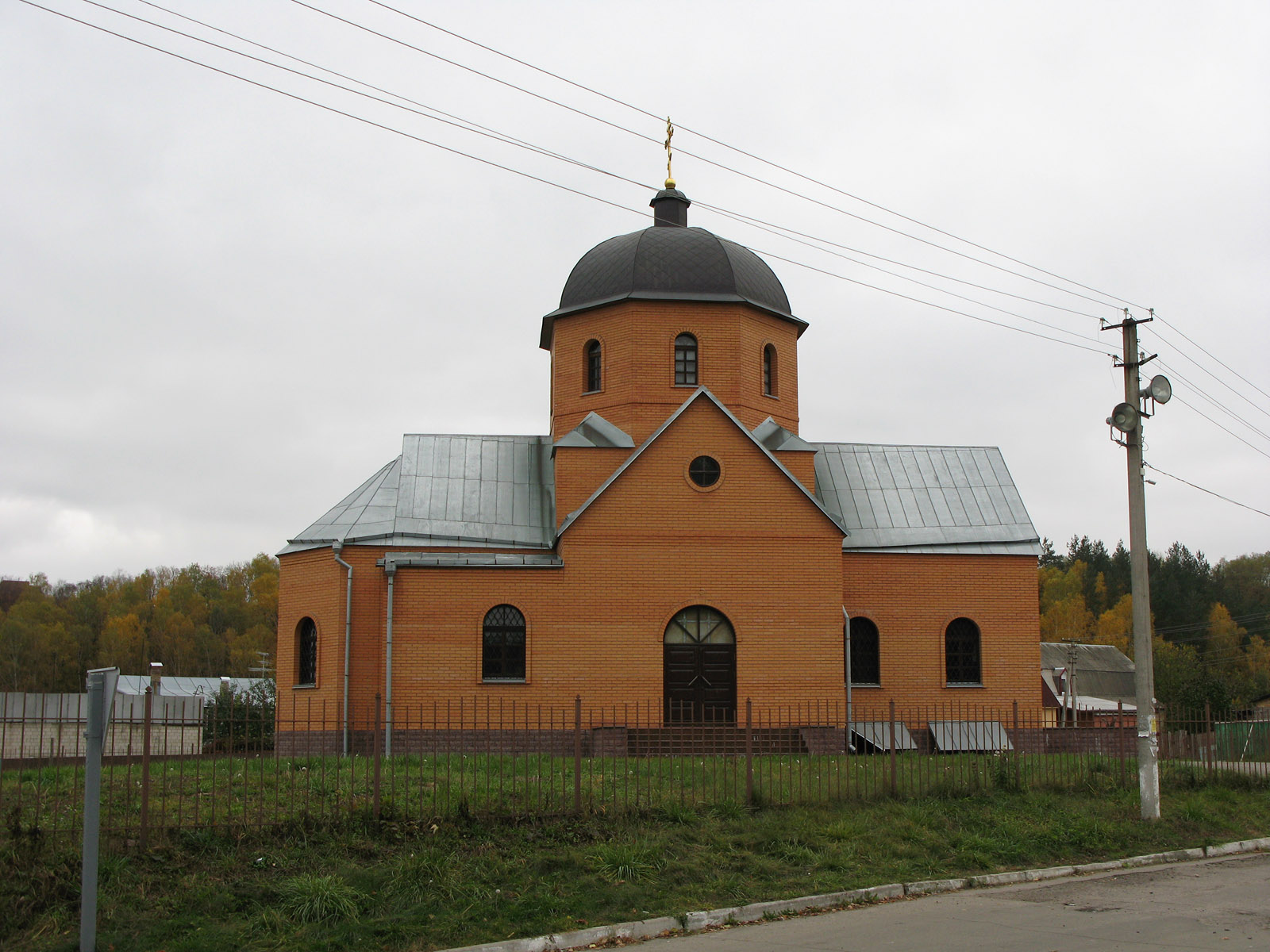
Церква в с. Лісники
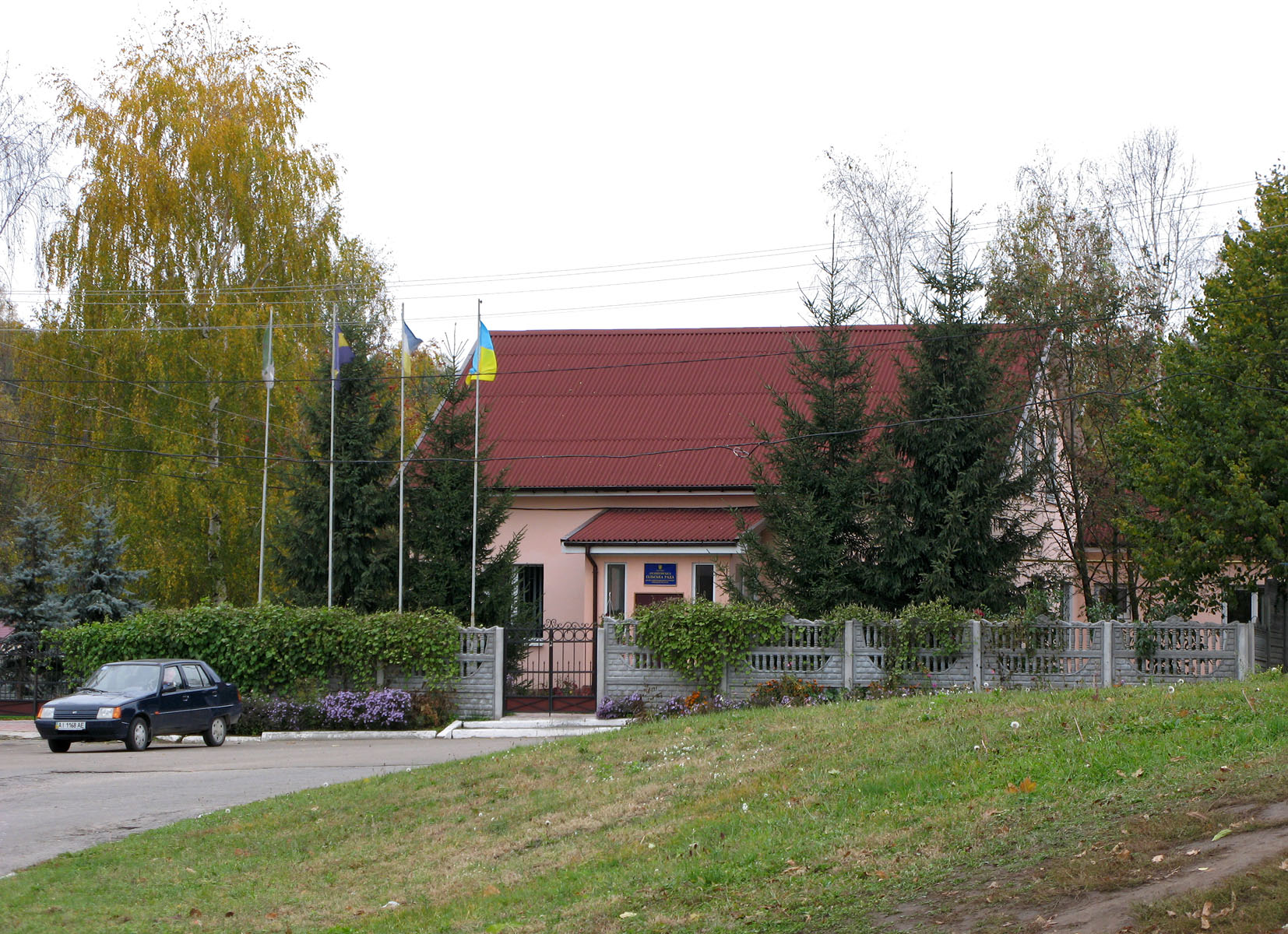
Лісницька сільрада
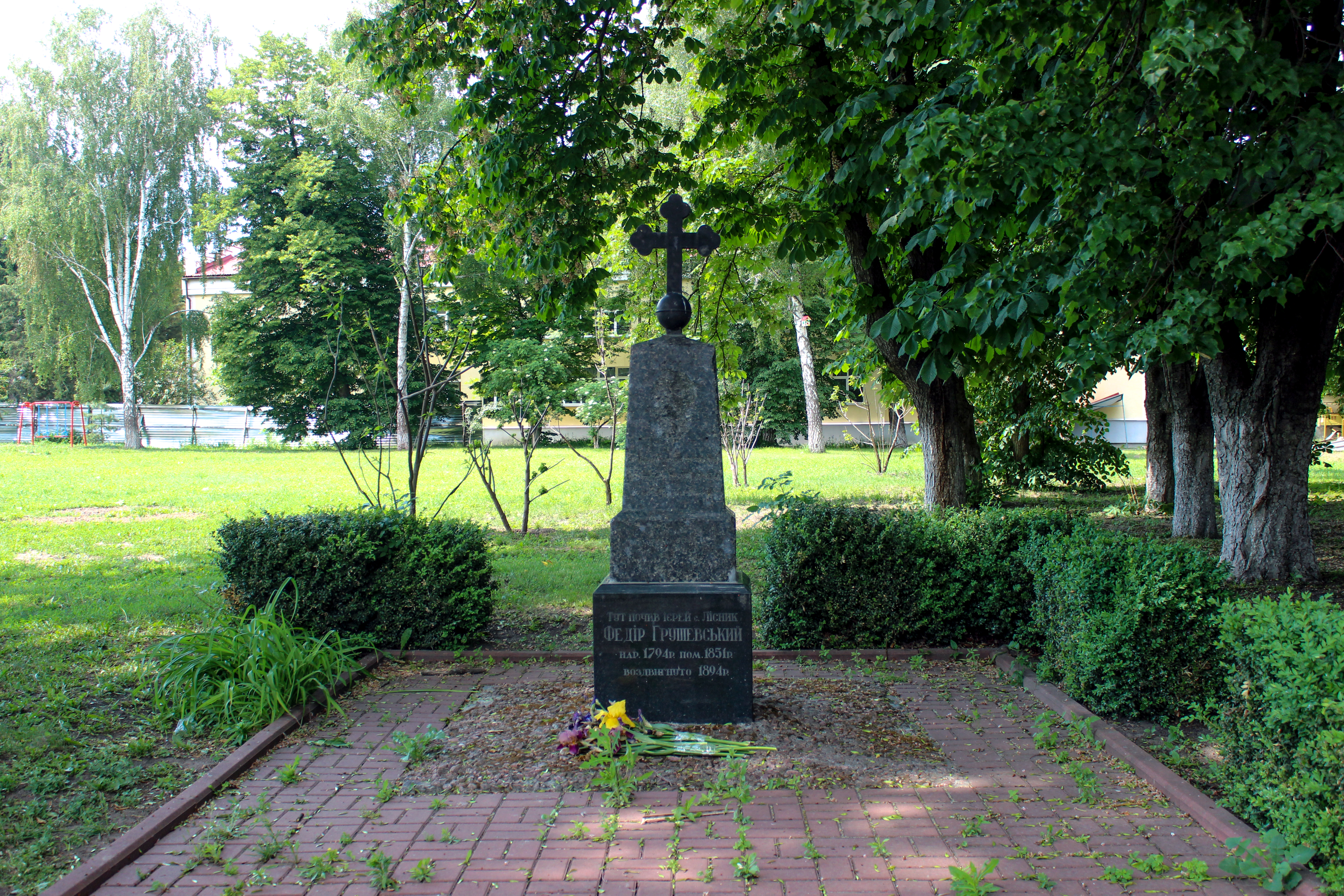
Могила Федора Грушевського
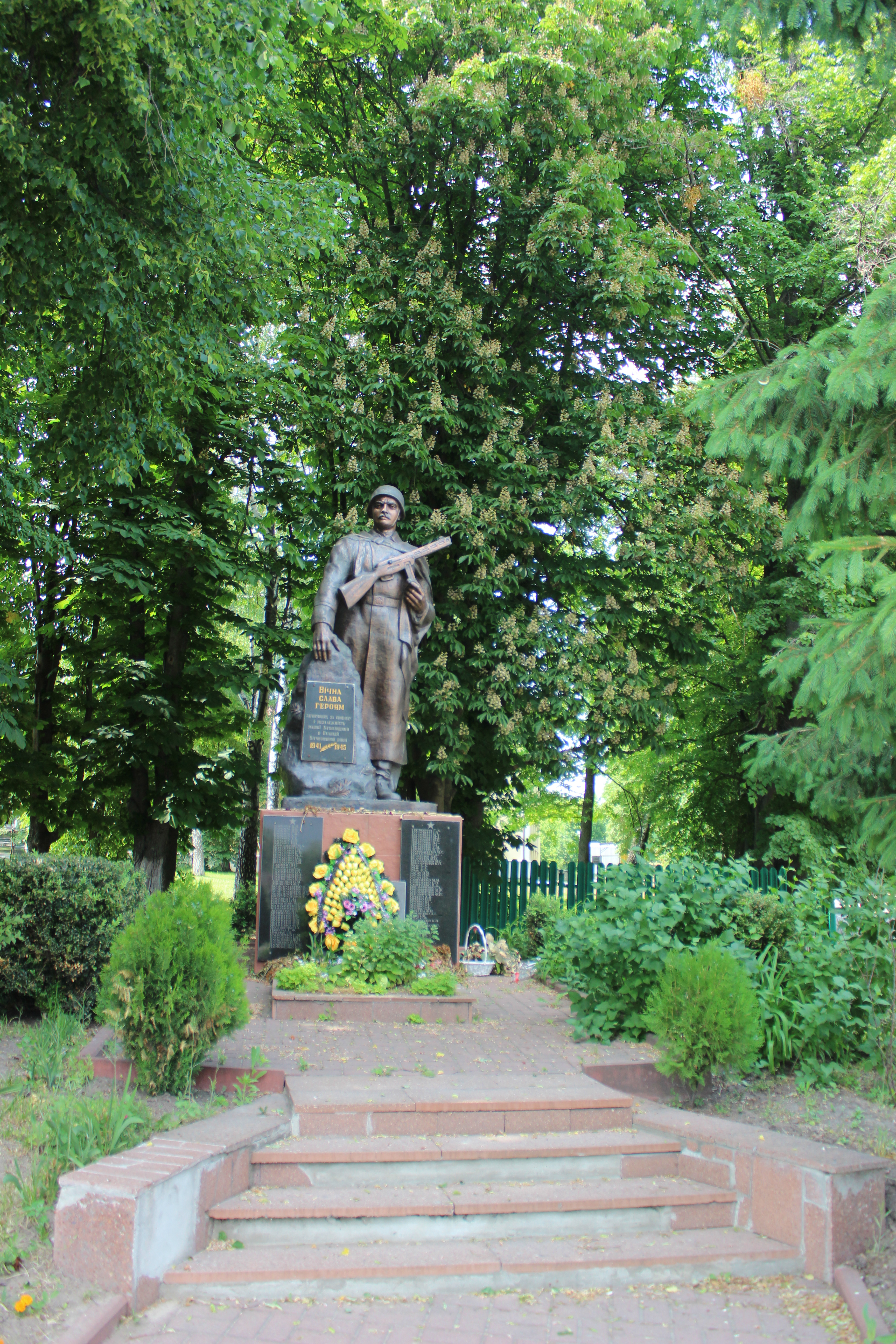
Братська могила воїнів Радянської Армії
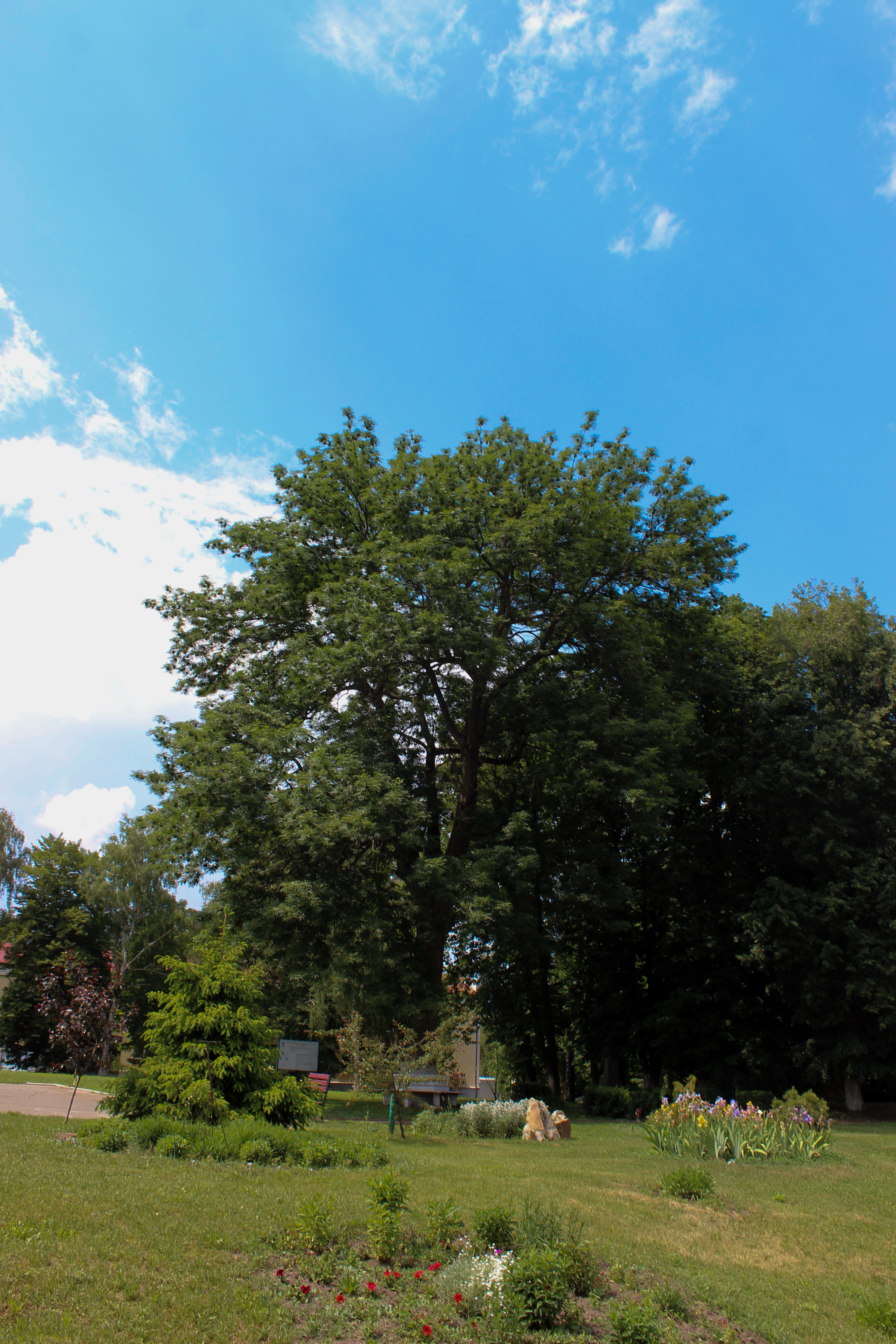
Ботанічна пам'ятка «Ясен звичайний»
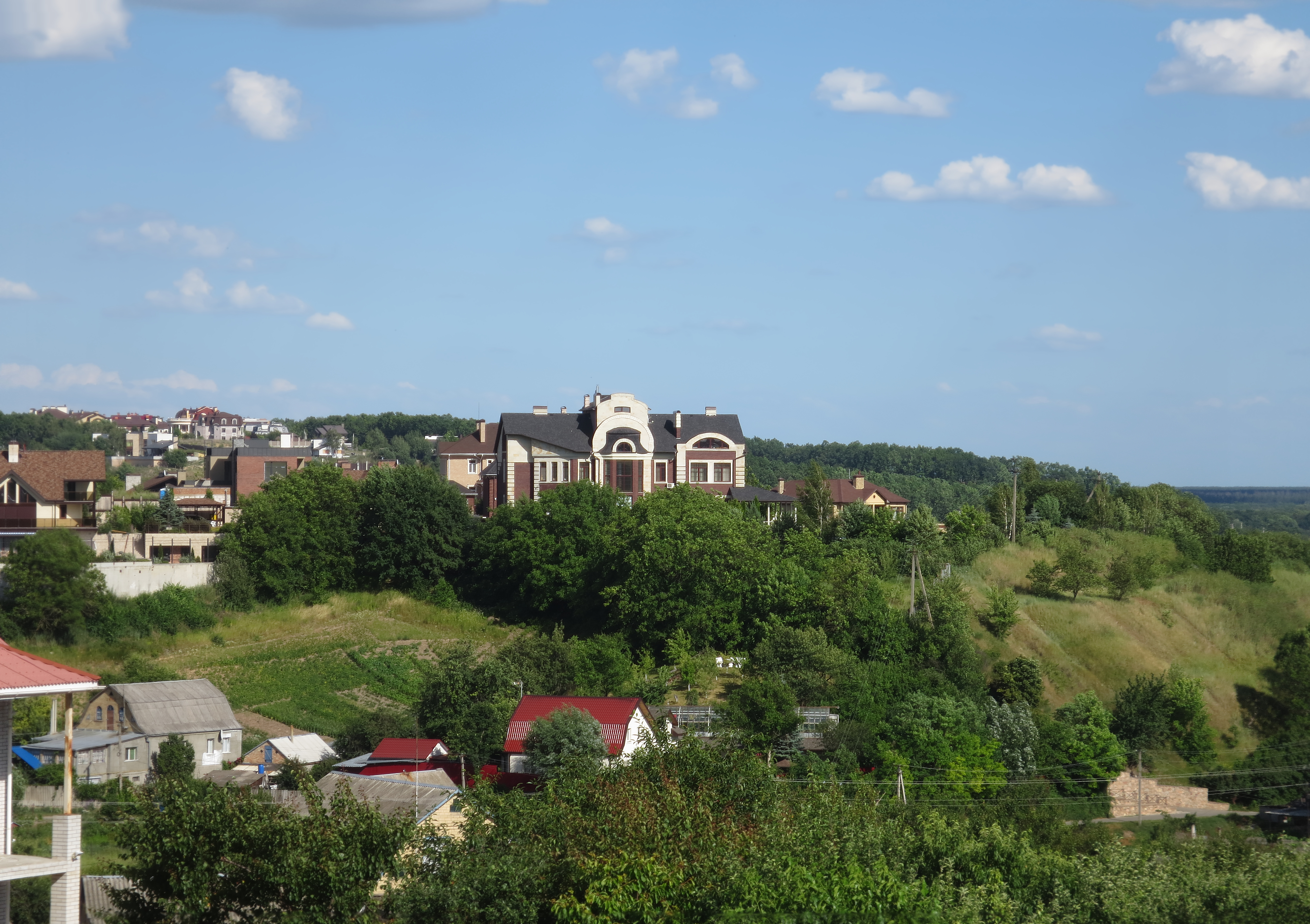
Замкова гора
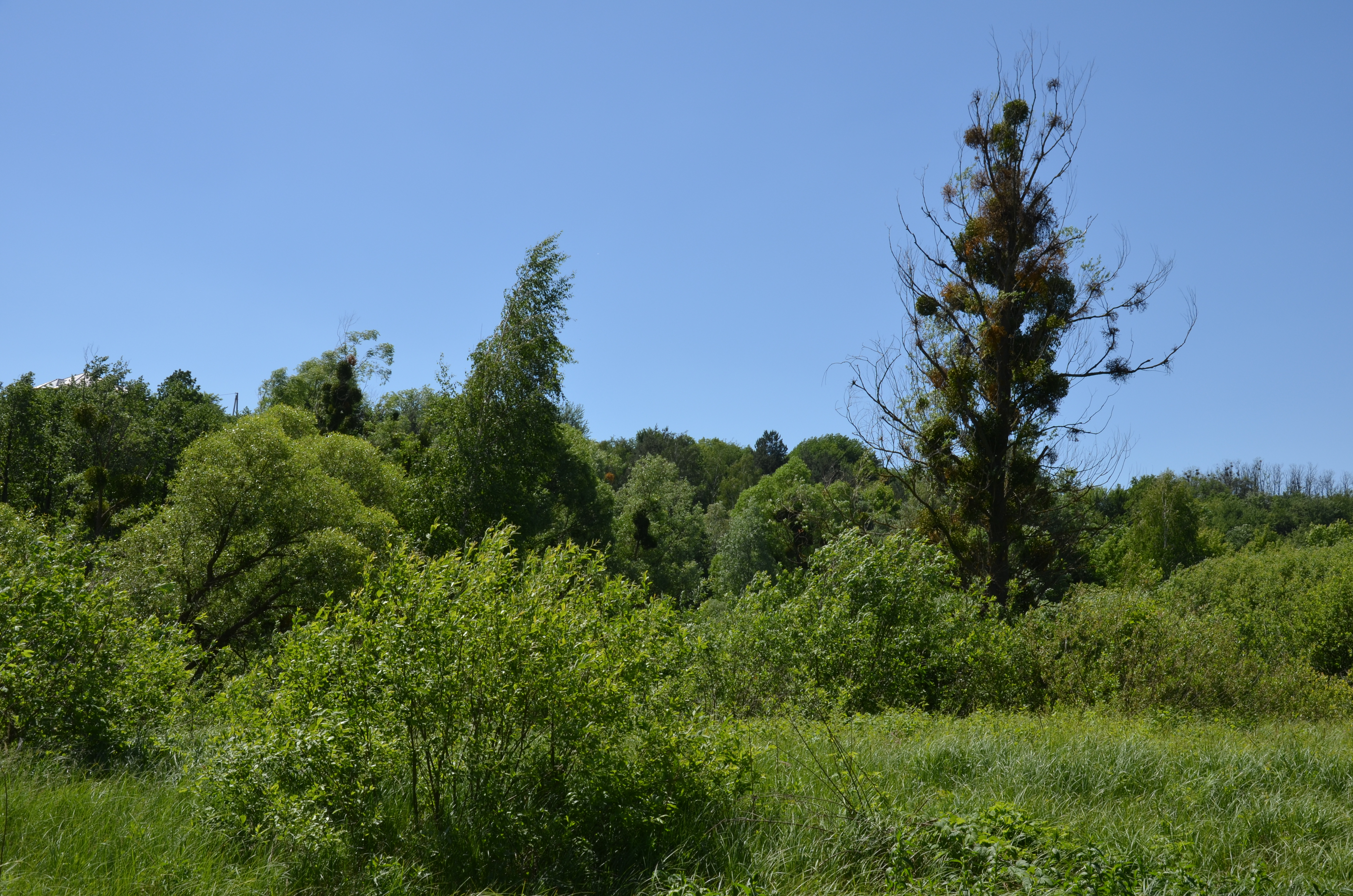
Урочище Безодня (ботанічний заказник)
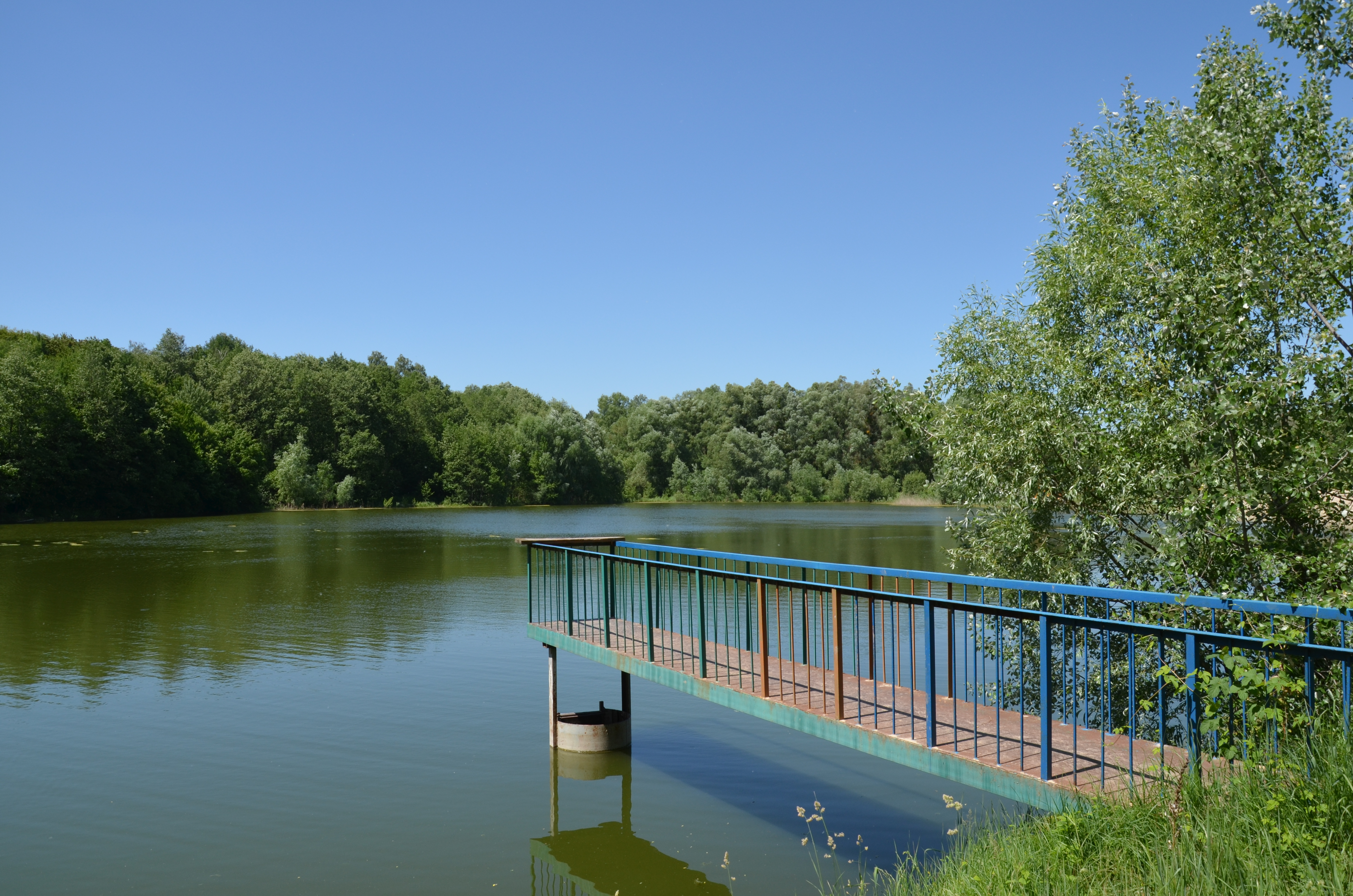
Озеро Безодня
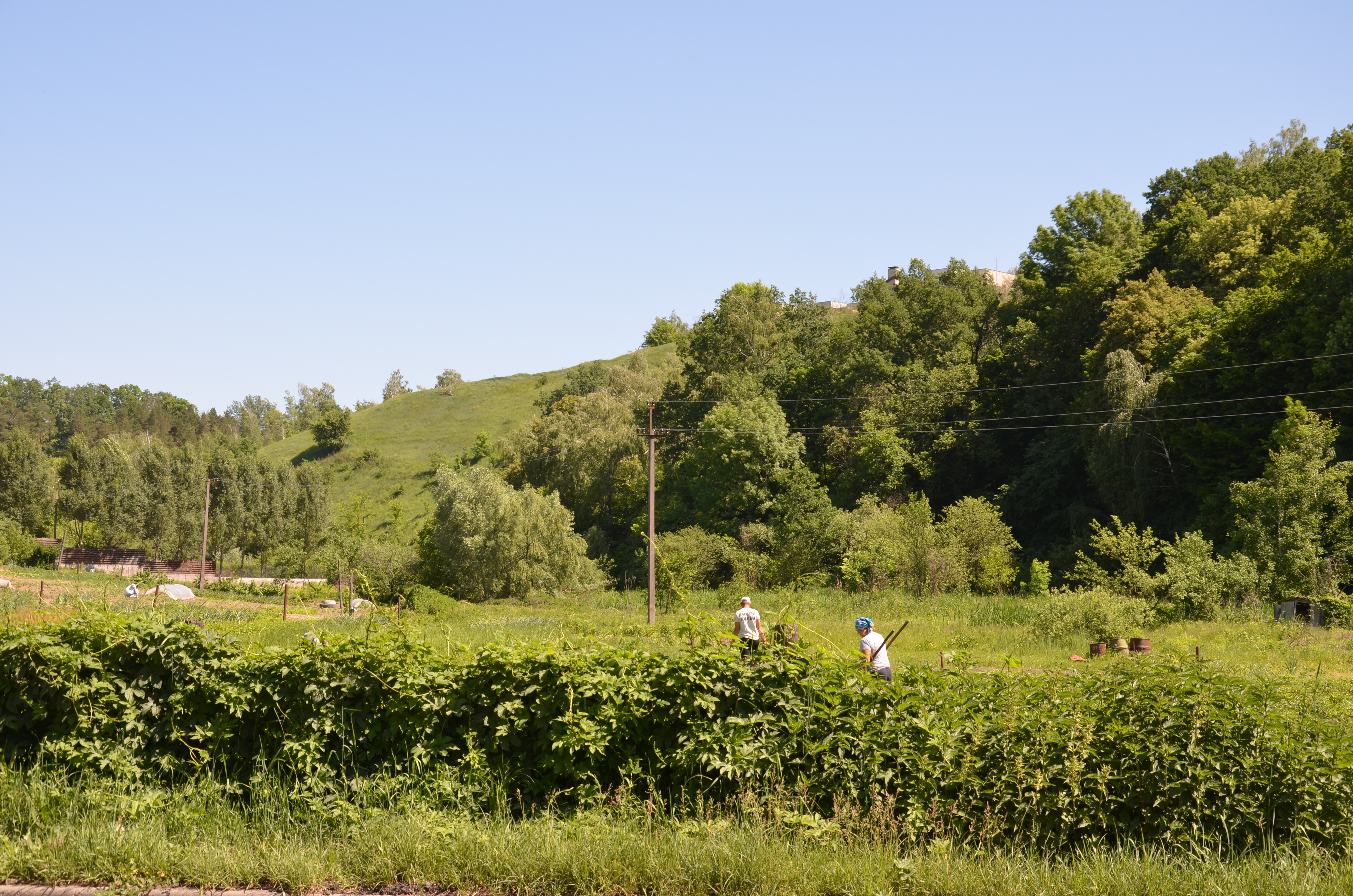
Урочище Гора Козинська (ботанічний заказник)
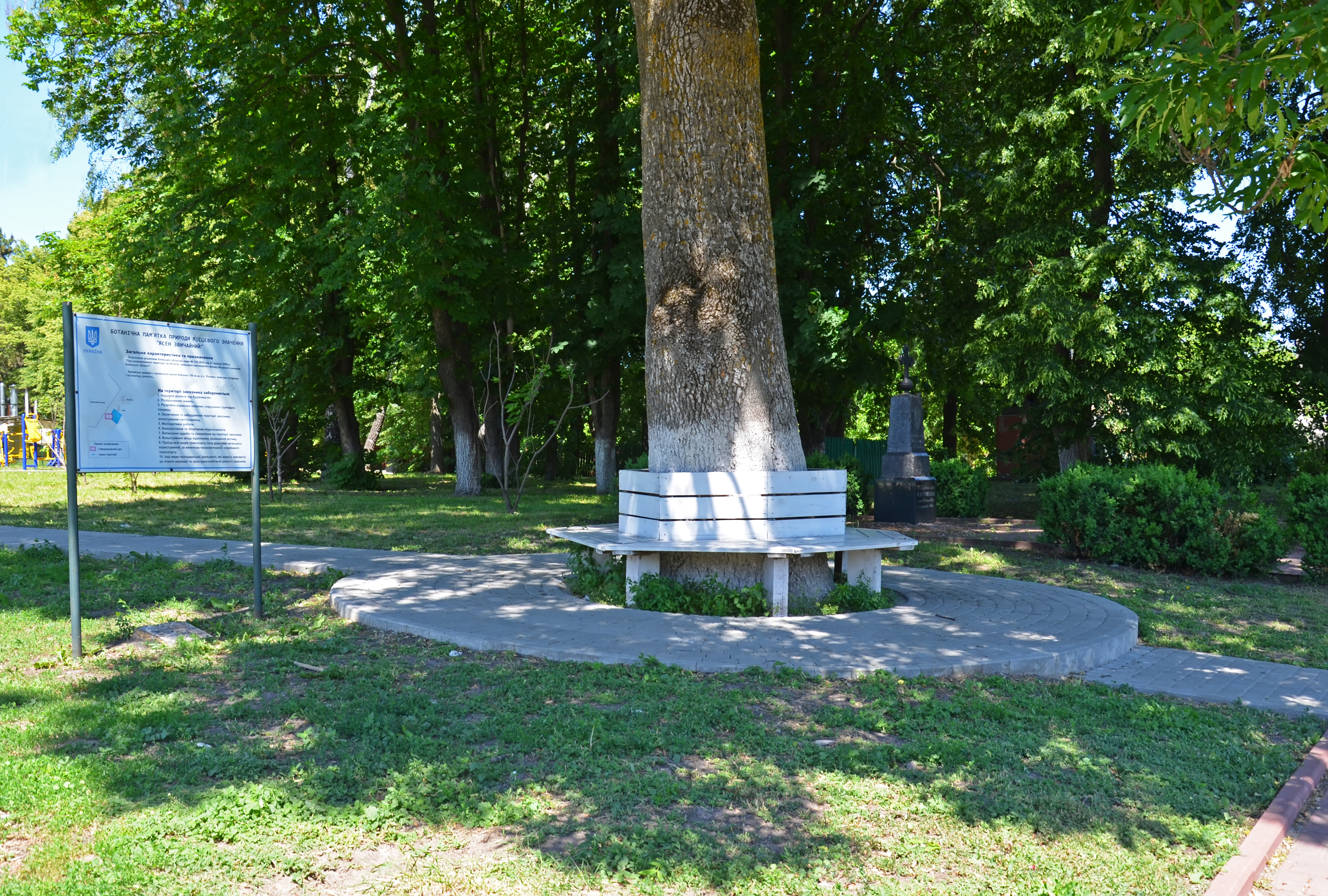
Вікове дерево ясеня